# Västra Stentjärnen, Dalsland
Västra Stentjärnen är en sjö i Bengtsfors kommun i Dalsland och ingår i Göta älvs huvudavrinningsområde.